# Люблино (Калининградская область)
Лю́блино (до 1946 г. — Зеераппен) — посёлок в Светловском городском округе Калининградской области.

## История
Зеераппен стал активно развиваться после того, как в 1915—1917 годах здесь были построены аэродром и штаб дирижаблей Военно-морских сил Германии на востоке Балтийского моря. В 1919 году население Зеераппена составляло 209 жителей. В начале 1940-х годов на аэродроме в Зеераппене базировались: второе звено 76-й эскадрильи перехватчиков, штаб 1-й бомбардировочной эскадрильи, зенитно-транспортный батальон, школа полёта по приборам, лётная школа Б38.
30 января 1945 года части 13-го гвардейского стрелкового и 1-го танкового корпусов 39-й армии, взяв Метгетен, Зеераппен и Гросс Хайдекруг, вышли на северное побережье залива Фришес Хафф. Во взятии Зеераппена наиболее отличились танкисты 89-й танковой бригады полковника А. И. Соммера, совершившей героический рейд по тылам вражеских войск. 19 февраля немцы неожиданно ударили по войскам 39-й армии со стороны Земландского полуострова и со стороны окружённого Кёнигсберга. За три дня боёв частям вермахта удалось потеснить советские войска, понесшие значительные потери, и создать коридор, связавший гарнизон Кёнигсберга с Земландской группировкой. Многие населённые пункты, занятые до этого времени войсками Красной Армии, пришлось оставить, в том числе и Зеераппен.
Поселок был взят второй раз 13 апреля 192-й стрелковой дивизией 113-го стрелкового корпуса 39-й армии.
В 1946 году Зеераппен был переименован в Люблино.
Авиационные традиции посёлка продолжает авиаремонтный завод. В июле 1946 года были созданы две ремонтные базы (11-я самолето-ремонтная и 308-я моторо-ремонтная), которые были размещены на территории немецкого завода «Северо-Западные авиаремонтные Зеерапенские мастерские» (организатора регулярных пассажирских рейсов Берлин-Кёнигсберг-Москва). Базы производили ремонт самолетов марок: Ли-2 «Каталина», Р-39 «Аэрокобра», Р-63 «Кингкобра», А-20 «Бостон», Ут-2, двигателей «Аллисон», АМ-42, «Райтциклон», АШ-73ТК.
В декабре 1954 г. Директивой Главного штаба ВМФ на основе двух баз был сформирован 150-й завод по ремонту авиационной техники.
В настоящее время 150 АРЗ выполняет капитальный ремонт сверхзвуковых дальних ракетоносцев Ту-22М3, двигателей ТВ3-117 всех модификаций, вспомогательных силовых установок (ВСУ) АИ-9В (АИ-9), вертолетов типа Ми-8, Ми-8МТ/Ми-17, Ми-14, Ми-24, Ка-27, Ка-28, Ка-29, Ка-32, главных редукторов ВР-252.

## Население
| 2002 | 2010  |
| ---- | ----- |
| 1822 | ↘1606 |

## Достопримечательности

### Храм святой блаженной Ксении Петербургской
Храм святой блаженной Ксении Петербургской в поселке Люблино (Железнодорожная улица, 23/1) находится в юрисдикции Калининградской епархии Русской Православной Церкви. Ещё до появления храма в поселке Люблино с 2005 года существовала  православная община святой блаженной Ксении Петербургской, для богослужений имелось помещение временно используемое в качестве храма.  В 2012 году была совершена закладка храма,  в 2014 году на строящийся храм святой блаженной Ксении Петербургской был установлен купол с крестом.6 июня 2015 года епископ Балтийский Серафим, в сослужении архимандрита Софрония (Колосова), игумена Тихона (Кушнира), протоиерея Петра Купцова, иерея Владимира Доровского, иерея Михаила Селезнева, иерея Димитрия Холзинева, иерея Игоря Ильницкого, а также протодиакона Андрея Пасхина и иеродиакона Антония (Суровегина), совершил Великое освящение храма. Настоятелем нового храма стал протоиерей Гавриил Васильевич Гармаш. Богослужения в храме совершаются на церковнославяноском языке, престольные праздники проходят в дни памяти святой блаженной Ксении Петербургской — 6 февраля и 6 июня

### Братская могила советских воинов
Братская могила советских воинов образовалась в ходе боевых действий. Позднее в братскую могилу были перенесены останки погибших советских воинов из окрестных братских могил. Захоронено более 1 тыс. воинов. Памятник установлен в 1948 году, ремонтно-реставрационные работы произведены в 1974 году.
В центре вымощенной бетонными плитами площадки на круглом в плане постаменте установлена пирамида из пяти треугольных стел, соединенных вверху металлической лентой с эпитафией. По окружности памятника расположены надгробия с мемориальными плитами. Территория огорожена металлической изгородью.
22 июня 2009 года на мемориале перезахоронены останки около 200 военнослужащих РККА, обнаруженных поисковиками РООП КО «Совесть» в начале июня на окраине Люблина в районе школы.
22 июня 2016 года на мемориале перезахоронены останки 18 военнослужащих РККА, обнаруженных поисковиками в апреле 2016 года в поселке Песчаное.
Постановлением Правительства Калининградской области от 23 марта 2007 года № 132 братская могила советских воинов получила статус объекта культурного наследия местного (муниципального) значения.